# Júpiter na ficção
O sistema de Júpiter é comumente utilizado em obras de ficção científica. Embora o planeta não tenha uma superfície sólida onde alguém possa aterrissar, e suas temperaturas, altos níveis de radiação e sua forte gravidade fazem do planeta em si hostil para vida humana, o planeta foi utilizado como cenário de obras mais antigas, com obras mais modernas utilizando seu extensivo sistema de satélites como cenário.

## Televisão
Chapolin Colorado uma vez enfrentou um bebê jupiteriano, mandado para terra por Júpiter sucumbir a uma guerra atômica. O bebê apresenta um crescimento muito acelerado, segundo o Chapolin, pelo raio de Júpiter ser muito maior que o da Terra. No final, era apenas um sonho que o Chapolin teve, ao ser atingido na cabeça por um disco voador de brinquedo.

## Em obras escritas
- Em Micromégas, de Voltaire (1752), o heroi e seu companheiro de Saturno param em Júpiter[1] por um ano, onde tomam conhecimento de "segredos bastante remarcáveis".[2]

- Em Jornada em Outros Mundos de John Jacob Astor IV (1894), exploradores da Terra alcançam Júpiter, antes de viajarem para Saturno. Em Júpiter, os viajantes encontram dinossauros similares aos que existiram na Terra.[3]